# David Chávez
David Guillermo Chávez Madison (Tegucigalpa, M.D.C., Francisco Morazán, 5 de septiembre de 1982) es un empresario, político, abogado y notario, militante del Partido Nacional de Honduras. En las elecciones de 2021 fue candidato a alcalde del Distrito Central y coordinador del Movimiento Unidad y Esperanza. Fue diputado en el Congreso Nacional de Honduras por dos periodos, de 2014 a 2022, y presidente del Partido Nacional de Honduras (2021-2025).
Chávez Madison obtuvo dos maestrías en los Estados Unidos: una en Seguridad y Defensa y otra en Estrategia de Gobiernos y Ciencias Políticas. Actualmente enfrenta un juicio por fraude y violación de los deberes de los funcionarios, derivado de acusaciones presentadas por el Consejo Nacional Anticorrupción.

## Estudios
Chávez estudió en la escuela San Miguel y la secundaria en el colegio Federico Froebel. Sus estudios universitarios los realizó en la Universidad Nacional Autónoma de Honduras, obteniendo el título de abogado. Luego fue seleccionado como notario ante la Corte Suprema de Justicia, aprobando el examen por unanimidad ante los 15 magistrados evaluadores. Posteriormente, egresó como máster en Seguridad y Defensa con especialidad en crimen organizado transnacional de la Universidad de Defensa en Washington, Estados Unidos. En mayo de 2023 obtuvo una maestría en Estrategia de Gobiernos y Ciencias Políticas de la Universidad George Washington de Estados Unidos.

## Biografía

### Primeros trabajos
Chávez fue fiscal contra la corrupción, asistente y asesor del fiscal general, asesor de la Dirección General de Centros Penales, director ejecutivo del Instituto Nacional de Formación Profesional de Honduras (INFOP) y presidente de la Red de Instituciones de Formación Profesional de Centroamérica, Panamá, República Dominicana y Haití. Durante su gestión en INFOP se creó el Centro de Información Técnica Avanzada en San Pedro Sula. En 2011 obtuvo el título doctor Honoris Causa por su contribución para el desenvolvimiento de las ciencias, artes y letras del país, otorgado por la Organización de las Américas para la Excelencia Educativa ODAEE.

### En política
Chávez había sido secretario de la Comisión Política del Partido Nacional. Fue elegido diputado de ese partido por Francisco Morazán para el periodo 2014-2018. Se postuló a la reelección, resultando el candidato a diputado más votado de Francisco Morazán en las elecciones generales de 2017, por lo cual se perfilaba como candidato a la presidencia del Congreso Nacional de Honduras. También había sido el precandidato más votado de ese partido en las elecciones internas de ese mismo año, habiendo formado parte de la fórmula del movimiento Unidos por la Nueva Honduras. Chávez fue un constante crítico de la Alianza de Oposición contra la Dictadura, la principal fuerza política opositora en esas elecciones.
En el Congreso pasó a ser titular de su Comisión de Seguridad, presidente de la Comisión de Defensa y Soberanía del Congreso Nacional de Honduras y, desde enero de 2020, jefe de bancada del Partido Nacional. Presentó una iniciativa para prohibir el cobro de servicios en dólares, misma que ya había sido presentada anteriormente, y otra para que el Estado de Honduras entregue una computadora a cada estudiante de primaria y secundaria.
El 31 de julio de 2019 lanzó el movimiento Unidad y Esperanza a lo interno del Partido Nacional, pero fue hasta el 5 de octubre de 2020 que el movimiento oficializó a Nasry Asfura como su candidato presidencial, siendo David Chávez el precandidato a alcalde del Distrito Central y Rigoberto Chang Castillo el coordinador de campaña. Ambos candidatos ganaron la elección interna de marzo de 2021, obteniendo Chávez 103 078 votos, el 78,07 %. El 15 de mayo, Chávez renunció a la jefatura de la bancada del PNH en el Congreso, para dedicar más tiempo a su campaña política, y 8 días después fue nombrado presidente del Partido Nacional.
El día siguiente a las elecciones generales del 28 de noviembre, con el 48,3 % del escrutinio, el Consejo Nacional Electoral lo posicionó como virtual perdedor ante su principal oponente, Jorge Aldana del Partido Libertad y Refundación, quien aventajaba por 15,67 puntos porcentuales y 46 011 votos de diferencia. Chávez aceptó entonces su derrota a través de Twitter.

## Acusaciones y controversias
En febrero de 2018 fue acusado por el Consejo Nacional Anticorrupción (CNA) de haber formado parte de una red de corrupción en INFOP. Su investigación concluye que esta red se habría apropiado de 21.9 millones de lempiras a través de la sobrevaloración de un contrato para la obtención de servicios y equipo para el centro de INFOP en Catacamas, Olancho, el cual tuvo lugar en enero de 2013 por un monto de 75.8 millones de lempiras. La denuncia formal de este presunto acto de corrupción había sido presentada por el CNA en marzo de 2016, sin especificar a los implicados. Chávez respondió acusando a la jefa del CNA de buscar protagonismo y tener asuntos personales contra él.
En mayo de 2019, en medio de disturbios provocados por diputados del Partido Libertad y Refundación en el hemiciclo del Congreso, David Chávez golpeó en la cara al diputado de ese partido Jari Dixon; luego se disculpó y dijo que buscaba defender a sus compañeros de bancada Waleska Zelaya y Oswaldo Ramos Soto de los cohetes que les estaba lanzando Dixon. En septiembre de 2021, se refirió a ese episodio en un discurso de campaña: «A mi me ha tocado difícil, allá en el Congreso los de Libre querían relajo, me tocó sacar este puño para poner orden y le soné las 'tapas' a aquel que dijimos», y refiriéndose al candidato presidencial izquierdista Milton Ávila alias "El Perro Amarillo", quien anteriormente atacó verbalmente a Chávez,  agregó: «Al 'Perro Amarillo' si se descuida también se la sueno». Estas declaraciones fueron reprochadas por Ávila y por el candidato a la alcaldía del Partido Liberal, Eduardo Martell.
En la noche del domingo 21 de noviembre del 2021 en el cierre de campaña del Partido Nacional en Tegucigalpa, Chávez generó polémica cuando presentó su discurso en aparente estado de ebriedad. Chávez respondió diciendo que la oposición había comprado al muchacho de la consola de sonido y se había puesto el audio en efecto «delay», que hace que el sonido se escuche más lento.
Huida del país
La tarde del 27 de noviembre de 2023, David Chávez anunció en conferencia de prensa que había sido requerido por la Fiscalía de la Mujer, como parte de una investigación por suponerlo responsable de los delitos de incitación a la discriminación, violencia contra la mujer, trato degradante e injurias y calumnias en contra de la presidenta de la República, Xiomara Castro; según Chávez, en un intento de inhabilitarlo como candidato por sus posiciones políticas. También dijo que el Ministerio Público no le permitió escoger a Doris Madrid como su defensora. Anunció además que sacó a su familia del país por amenazas de muerte y que viajaría a Washington D. C. a interponer una denuncia ante la Comisión Interamericana de Derechos Humanos. 
Al día siguiente, en horas de la madrugada, cuando Chávez Madison estaba sentado en el avión que se dirigía hacia Estados Unidos, agentes de Migración lo bajaron y luego este huyó del aeropuerto rompiendo a su salida la barrera de control vehicular. Según aseguraron más tarde las autoridades de Migración, Chávez no fue bajado para ser detenido, sino para realizar una segunda inspección, ya que viajaba con 2 pasaportes, uno ordinario y otro diplomático. Esta versión sería posteriormente desmentida por Chávez, quien aseguró que nunca mostró su pasaporte diplomático y que los agentes habían recibido órdenes de retenerlo para ser capturado. Más tarde, ese mismo día, se dio a conocer que el Juzgado de Letras en Materia de Criminalidad Organizada y Corrupción sí había emitido una orden de captura contra Chávez y otras siete personas. Se acusaba a Chávez de fraude y violación de los deberes de los funcionarios en perjuicio de la administración pública, durante su dirección del Infop entre 2010 y 2013; basándose en la denuncia DMCP-001-2016 realizada por el CNA. Chávez mostró un documento del 11 de octubre de 2022 donde un juez determinó que las investigaciones sobre la presunta sobrevaloración en un contrato no habían encontrado causa de responsabilidad administrativa, civil o penal contra el exdirector; sentencia que fue ratificada por el Tribunal Superior de Cuentas y la Sala de lo Constitucional de la Corte Suprema de Justicia (CSJ). La acusación se trató, por tanto, de un doble juzgamiento por los mismos hechos, según la defensa de los imputados.
El 3 de diciembre de 2023, Chávez dio declaraciones en un programa televisivo, donde reveló que ya se encontraba fuera del país y contó los hechos del 28 de noviembre en el aeropuerto Palmerola, cuando intentaba salir del país. El 10 de diciembre de 2024 la Sala de lo Constitucional de la CSJ dejó sin efecto la orden de captura contra contra Chávez, en respuesta a un recurso de amparo solicitado por su defensa. El domingo 23 de febrero de 2025, Chávez Madison regresó a Honduras, para defenderse en libertad.

## Familia
Es hijo de Gonzalo de Rafael Chávez, quien fue gerente del Banco Central y magistrado de la Corte Suprema de Justicia, y de Victoria Madison, maestra de inglés. Su abuelo era originario de Estonia. Chávez es el menor de 7 hermanos. Está casado con Geraldina Díaz, con la que tiene dos hijos.
Entre sus hermanos, han incursionado en la administración pública:
- Pedro Antonio, quien fue asesor gerencial de la Empresa Nacional de Energía Eléctrica de 2014 a 2022. Participó además como precandidato a diputado por el movimiento fundado por el primero, en las elecciones internas de 2021, siendo el diputado más votado de estas —con 95,629 votos—[36] y convirtiéndose posteriormente en diputado titular del Congreso para el periodo 2022-2026. Pedro Antonio Chávez es además esposo de Lottie Eugenia García Carías, hermana de la ex primera dama y ex precandidata presidencial Ana García Carías.
- Gonzalo Rafael, cónsul general en Chicago de 2021 a 2022, y
- Victoria Francisca, subdirectora del Patronato Nacional de la Infancia (PANI) de 2020 a 2021.